# S/2004 S 4
S/2004 S 4 は、F環の内側を公転している土星の衛星と思われる天体である。発見が報告されて以降再発見されておらず、見失われた状態にある。また、固体の実体を持った衛星ではなく、粒子塊 (clump) である可能性も指摘されている。
2004年6月21日に土星探査機カッシーニによって撮影された写真の中から発見された。5時間前に発見された S/2004 S 3 という別の衛星の軌道を確定しようとしている最中に Joseph Spitale によって発見された。S/2004 S 4 の発見は S/2004 S 3 とあわせて同年9月9日に国際天文学連合のサーキュラーで公表された。
S/2004 S 4 と S/2004 S 3 は軌道が違っていたため別々の仮符号が付けられたが、F環を横切るような軌道を持つ同一の物体である可能性もある。このような天体はF環とはわずかに異なる軌道傾斜角で公転している可能性があり、その場合は環の外側と内側を行き来していたとしても、実際にはF環の物質の中を通過しないことになる。発見報告の段階では、この2つが同一の天体なのか別の天体なのか、また固体としてまとまっている衛星なのか一時的に集まっている粒子塊なのかについては不明瞭であるとされている。後に別の衛星 S/2004 S 6 の発見が報告された際には S/2004 S 4 と S/2004 S 3 は別天体であるとされたが、同時に可能性は低いながらも S/2004 S 4 が S/2004 S 6 と同じ天体である可能性があることも報告されている。
その後再発見の試みにもかかわらず、この天体を再発見したという報告はされていない。特に、2004年11月15日に行われた 4 km の解像度で軌道全体をカバーした撮像調査でも再発見することはできなかった。そのためこの天体は一時的に集まった粒子塊であり、この観測が行われるまでの間に消失してしまった可能性が指摘されている。S/2004 S 3 も同じく再発見されていない。
もし S/2004 S 4 が実在する固体天体だったとすると、その明るさから直径は 3-5 km と推定される。またF環の羊飼い衛星であると思われる。